# Carol Monaghan

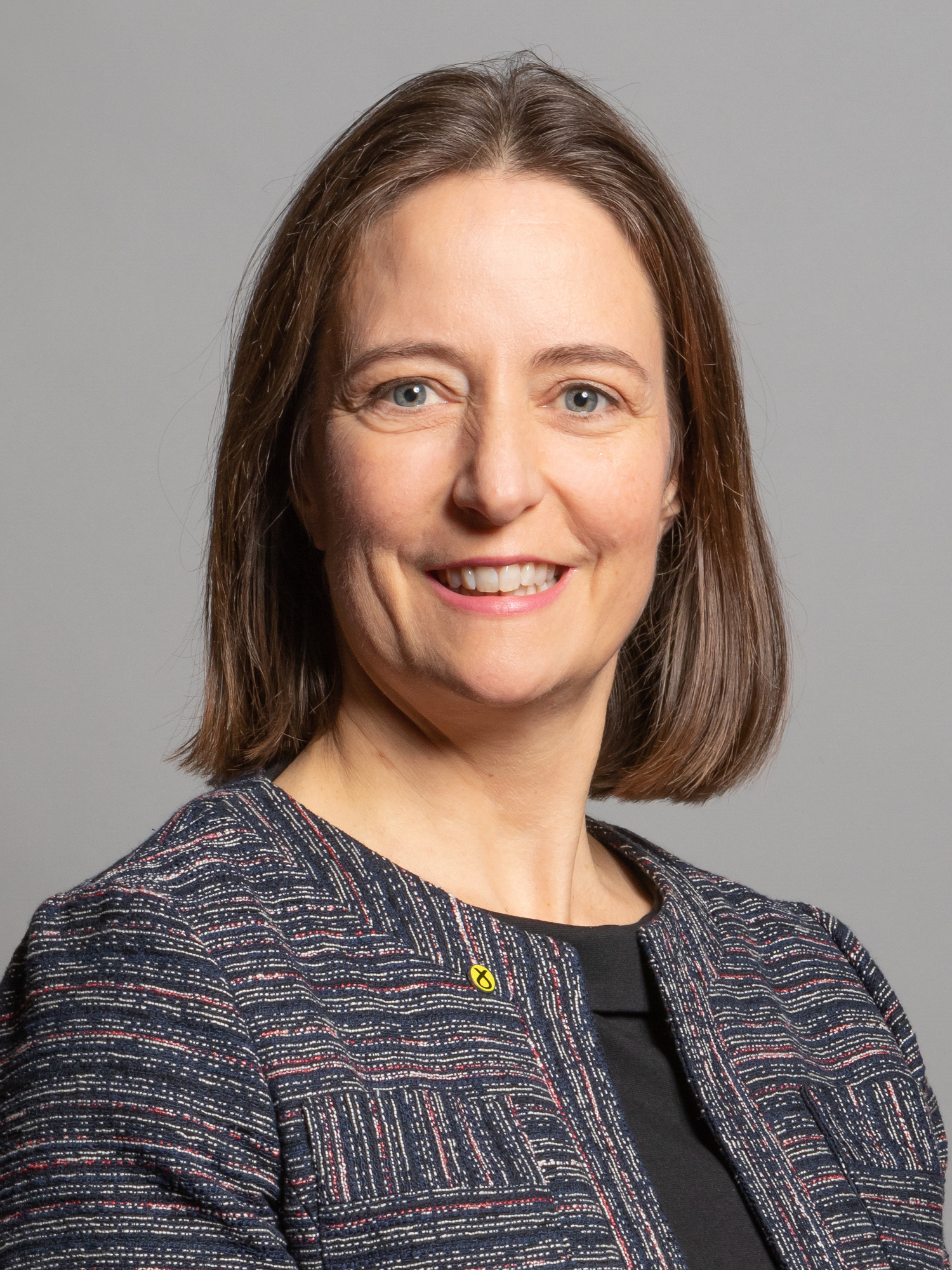
Carol Monaghan

Carol Monaghan (* 2. August 1972 in Glasgow) ist eine schottische Politikerin der Scottish National Party (SNP).

## Leben
1972 in Glasgow geboren, studierte Monaghan an der Universität von Strathclyde Physik und schloss als Bachelor ab. Anschließend erwarb sie ein Lehramtsdiplom in Physik und Mathematik und war an verschiedenen Schulen in Glasgow tätig. Unter anderem fungierte sie Fachbereichsleiterin an der Hyndland Secondary School. Zwei Jahre war sie als Dozentin in die Pädagogenausbildung an der Universität Glasgow eingebunden. Monaghan ist dreifache Mutter.

## Politischer Werdegang
Bei den britischen Unterhauswahlen 2015 stellte die SNP Monaghan als Kandidatin im Wahlkreis Glasgow North West auf. Sie trat dabei gegen den Labour-Abgeordneten John Robertson an, welcher das Wahlkreismandat seit dessen Einführung 2005 innehatte. Nach massiven Stimmgewinnen der SNP bei diesen Wahlen erreichte Monaghan mit 54,5 % den höchsten Stimmenanteil und zog in der Folge erstmals in das britische Unterhaus ein. Dort ist sie Mitglied des Ausschusses für Wissenschaft und Technologie. Trotz Stimmverlusten verteidigte Monaghan bei den vorgezogenen Unterhauswahlen 2017 ihr Mandat.